# Sascha Siebert
Sascha Siebert (* 28. November 1977 in Deutschland) ist ein ehemaliger deutscher Fußballspieler.

## Vereinskarriere
Sascha Siebert wechselte aus der Jugend des SC Neukirchen 1995 zum FSV Frankfurt. Als 17-Jähriger debütierte er dort in der ersten Runde des DFB-Pokals gegen den FC Carl Zeiss Jena. Nach einem halben Jahr kehrte er zum SC Neukirchen zurück und spielte für die erste Mannschaft zwei Jahre in der Regionalliga Süd. Nach einer Saison beim KSV Hessen Kassel wurde er 1999 vom VfL Bochum verpflichtet. Bei Bochum spielte der Stürmer größtenteils in der zweiten Mannschaft. In der Oberliga Westfalen 2000/01 erzielte er 22 Saisontore und wurde mit den Amateuren Vizemeister. Sein Profidebüt und einziges Spiel in der Fußball-Bundesliga absolvierte er am 10. März 2001, als er bei der 2:3-Heimniederlage gegen den 1. FC Köln in der Halbzeit für Henryk Bałuszyński eingewechselt wurde. In der Rückrunde der Saison 2001/02 sowie der Hinrunde in der Folgesaison spielte Siebert für den damaligen Drittligisten SC Paderborn 07, konnte dort jedoch kein Tor erzielen. In den folgenden Jahren war der Stürmer insbesondere für diverse Vereine in der Fußball-Oberliga Westfalen oder der Fußball-Oberliga Nordrhein tätig. Im Jahr 2008 wechselte er zum SV Schermbeck in die NRW-Liga, für den er die folgenden zwei Jahre spielte. Im Oktober 2011 schloss er sich dem Westfalenligisten SV Dorsten-Hardt an.